# 多米尼加解放党
多明尼加解放黨（西班牙語：Partido de la Liberacion Dominicana，缩写为PLD）是多米尼加的一个政党。
1973年多明尼加革命黨分裂，胡安·博什和莱昂内尔·费尔南德斯等人另行创建多明尼加解放党，胡安·博什任党主席。1996年，莱昂内尔·费尔南德斯代表该党在大选中获胜，出任多米尼加总统。2004年和2008年，费尔南德斯又两次竞选成功。